# Леонтьево (Сосновский район)
Леонтьево — деревня в Сосновском районе Нижегородской области России. Входит в состав Панинского сельсовета.

## География
Деревня находится на юго-западе центральной части Нижегородской области, в зоне хвойно-широколиственных лесов, к северу от автодороги 22Н-4007, на расстоянии приблизительно 11 километров (по прямой) к западу-юго-западу (WSW) от Сосновского, административного центра района. Абсолютная высота — 189 метров над уровнем моря.
Климат
Климат характеризуется как умеренно континентальный, с тёплым летом и холодной снежной зимой. Среднегодовая температура — 4 °C. Средняя температура воздуха самого тёплого месяца (июля) — 18,7 °C; самого холодного (января) — −11,4 °C. Среднегодовое количество атмосферных осадков составляет около 507 мм.
Часовой пояс
Деревня Леонтьево, как и вся Нижегородская область, находится в часовой зоне МСК (московское время). Смещение применяемого времени относительно UTC составляет +3:00.

## Население
| 2010 |
| ---- |
| 0    |